# Hervannonkorpi
Hervannonkorpi este o arie protejată (arie specială de conservare — SAC, sit de importanță comunitară — SCI) din Finlanda întinsă pe o suprafață de 1,43 ha, integral pe uscat.

## Localizare
Centrul sitului Hervannonkorpi este situat la coordonatele 61°07′00″N 24°23′29″E / 61.1167°N 24.3914°E.

## Înființare
Situl Hervannonkorpi a fost declarat sit de importanță comunitară în iunie 2005 pentru a proteja 1 specie de animale. Situl a fost protejat și ca arie specială de conservare în aprilie 2015.

## Biodiversitate
Situată în ecoregiunea boreală, aria protejată conține 2 habitate naturale: Lacuri eutrofice naturale cu vegetație de tip Magnopotamion sau Hydrocharition, Mlaștini împădurite.
La baza desemnării sitului se află o specie protejată de  nevertebrate: libelule (Leucorrhinia pectoralis).